# Michael Pitt

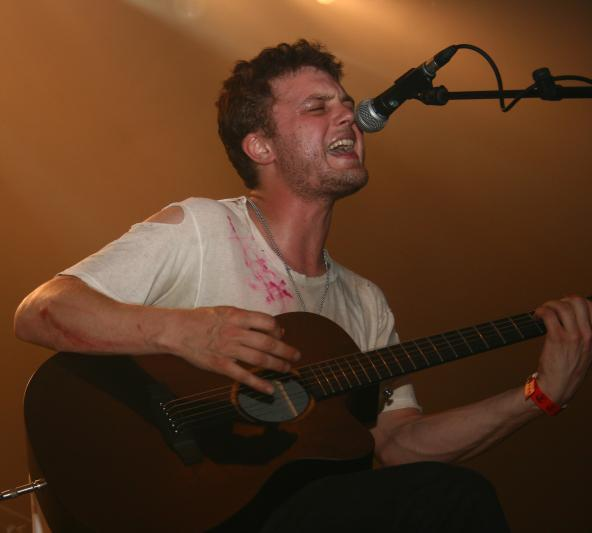
Michael Pitt (2007)

Michael Carmen Pitt (ur. 10 kwietnia 1981 w West Orange, w stanie New Jersey) – amerykański aktor filmowy, teatralny i telewizyjny oraz muzyk zespołu Pagoda. Nominowany do nagrody Saturna za gościnny występ jako Mason Verger w serialu NBC Hannibal (2014).

## Życiorys

### Wczesne lata
Urodził się i wychował w New Jersey, jako najmłodsze z czworga dzieci Eleanor Carol (z domu DeMaio) Pitt, kelnerki, i Donalda B. Pitta, mechanika samochodowego. W wieku dziesięciu lat oznajmiał rodzicom, że chce w przyszłości zostać aktorem. Mając 16 lat przeniósł się ze stanu New Jersey do stanu Nowy Jork, gdzie dorabiał jako kurier na rowerze i mieszkał z dziewięcioma innymi lokatorami. Podczas tego okresu spędzał czas żyjąc na ulicach przy Uniwersytecie Nowojorskim. Przez jakiś czas studiował na American Academy of Dramatic Arts.

### Kariera
Swoją karierę aktorską zapoczątkował w teatrze. Ponieważ ludzie powiązali go z Bradem Pittem, pomyślał, że użyje nazwiska panieńskiego swojej matki, DeMaio, kiedy zaczynał karierę w branży filmowej. W 1999 zadebiutował rolą Daltona na scenie off-Broadwayu w przedstawieniu (The Trestle at Pope Lick Creek) Naomi Wallace w reżyserii Lisy Peterson z New York Theatre Workshop. Rok później występował na scenie Duke University w przedstawieniu Birdy, a następnie zagrał w spektaklu Monster i adaptacji powieści Mary Shelley Frankenstein.
Został dostrzeżony przez agenta castingów, którego Pitt omyłkowo wziął za policjanta usiłującego go zaaresztować. Po udziale w kinowych produkcjach Hi-Life (1998) i Klub 54 (54, 1998), otrzymał rolę Henry’ego Parkera w serialu Warner Bros. Jezioro marzeń (Dawson’s Creek, 1999-2000). Potem zagrał postać kochanka transgenderycznej gwiazdy rocka w komediodramacie muzycznym Hedwig i Rozzłoszczony Cal (Hedwig and the Angry Inch, 2001). Pojawił się w teledysku do przeboju Joey Ramone „What a Wonderful World” (2002).
Pokonał aż 200 kandydatów w Nowym Jorku i Los Angeles (początkowo rolę oferowano Leonardowi DiCaprio) i został wybrany do roli 20-letniego amerykańskiego studenta w Paryżu - typowego przedstawiciela klasy średniej, wychowującego się na przedmieściach San Diego w rodzinie o surowych zasadach moralnych - w dramacie Marzyciele (The Dreamers, 2003) z Evą Green i Louisem Garrelem. W dramacie muzycznym Gusa Van Santa Ostatnie dni (2005) wcielił się w postać muzyka rockowego Blake’a (w rzeczywistości Kurta Cobaina).
Nagrywa i występuje ze swoim zespołem Pagoda, wydał debiutancką płytę nakładem wytwórni Universal/Fontana/Ecstatic Peach należącej do Thurstona Moore’a z Sonic Youth. Zaśpiewał także „Hey Joe”, przewodni utwór muzyczny w filmie Marzyciele (The Dreamers).
Pracował jako model dla licznych kampanii. W 2012 został wymieniony jako twarz włoskiego domu mody Prada i reklamował linię odzieży męskiej. Również brał udział w kampaniach Rag & Bone dla Fall/Winter 2013 z francuską aktorką Léą Seydoux, i dla Fall/Winter 2014 z aktorką Winoną Ryder.

## Życie prywatne
Spotykał się z Alexis Dzieną. W 2004 przez pięć miesięcy związany był z Asią Argento.

## Filmografia

### Filmy fabularne
- 1998: Klub 54 (54) jako Tańczący student
- 1998: Hi-Life jako Nastolatek
- 1999: Even Housewives in Minnesota Have Those Daydreams jako Petey
- 2000: Szukając siebie (Finding Forrester) jako Coleridge
- 2001: Bully jako Donny Semenec
- 2001: Cal do szczęścia (Hedwig and the Angry Inch) jako Tommy Gnosis
- 2002: Śmiertelna wyliczanka (Murder by Numbers) jako Justin Pendleton
- 2003: Wonderland jako Gopher
- 2003: Oczy nosorożca (Rhinoceros Eyes) jako Chep
- 2003: Marzyciele (The Dreamers) jako Matthew
- 2004: Osada (The Village) jako Finton Coin
- 2004: The Heart Is Deceitful Above All Things jako Buddy
- 2004: Jailbait jako Randy
- 2005: Perfect Partner
- 2005: Ostatnie dni jako Blake (Kurt Cobain)
- 2005: Trójka z West Memphis (West Memphis Three) jako Damian Echols
- 2006: W pogoni za sławą (Delirious) jako Toby Grace
- 2006: The Hawk Is Dying jako Fred
- 2007: Funny Games U.S. (Funny Games) jako Paul
- 2007: Jedwab (Silk) jako Herve Joncour
- 2008: Pericle jako Frank
- 2011: Hugo i jego wynalazek (Hugo) jako Projektor
- 2012: 7 psychopatów (Seven Psychopaths) jako Larry
- 2014: Początek (I Origins) jako Ian Gray
- 2017: Ghost in The Shell jako Kuze
- 2023: Gad (Reptile) jako Eli Phillips

### Seriale TV
- 1998: Prawo i porządek (Law & Order) jako Andy
- 1999-2000: Jezioro marzeń (Dawson's Creek) jako Henry Parker
- 2002: Prawo i bezprawie (Law & Order: Special Victims Unit) jako Harry Baker
- 2008: T Takes jako Gość w pokoju 113
- 2010–2011: Zakazane imperium (Broadwalk Empire) jako James "Jimmy" Darmody
- 2014: Hannibal (serial telewizyjny) jako Mason Verger

### Filmy krótkometrażowe
- 2001: Yellow Bird jako Stuff